# Solonycivka
Solonycivka (ukrajinsky Солоницівка, rusky Солоницевка – Solonicevka) je sídlo městského typu v Charkovské oblasti na Ukrajině. K roku 2017 v ní žilo přes třináct tisíc obyvatel.

## Poloha a doprava
Solonycivka leží na levém, severním břehu Udy, přítoku Severního Doňce v povodí Donu. Je vzdálena přibližně sedmnáct kilometrů západně od centra Charkova.
Ve městě je železniční stanice na trati z Charkova do Zoločivu.

## Dějiny
Solonycivka byla založena v roce 1650. Status sídla městského typu má od roku 1938.

## Kultura
V obci je pomník maršála Sovětského svazu Ivana Stěpanoviče Koněva.